# I corsari dell'isola degli squali
I corsari dell'isola degli squali (La rebelión de los bucaneros) è un film del 1972 diretto da José Luis Merino.